# Brownville (villa)
Brownville es una villa ubicada en el condado de Jefferson en el estado estadounidense de Nueva York. En el año 2000 tenía una población de 1,022 habitantes y una densidad poblacional de 608.8 personas por km².

## Geografía
Brownville se encuentra ubicada en las coordenadas 44°0′20″N 75°58′59″O / 44.00556, -75.98306.

## Demografía
Según la Oficina del Censo en 2000 los ingresos medios por hogar en la localidad eran de $37,500, y los ingresos medios por familia eran $44,881. Los hombres tenían unos ingresos medios de $35,294 frente a los $25,583 para las mujeres. La renta per cápita para la localidad era de $18,862. Alrededor del 8.4% de la población estaban por debajo del umbral de pobreza.